# ジョン・ペラム＝クリントン
ジョン・ペラム＝クリントン卿（英語: Lord John Pelham-Clinton、1755年9月13日 – 1781年11月10日）は、イギリスの政治家。第2代ニューカッスル＝アンダー＝ライン公爵ヘンリー・ペラム＝クリントンの三男であり、1778年から1781年まで庶民院議員を務めた。

## 生涯
第9代リンカーン伯爵ヘンリー・ファインズ・クリントン（1720年 – 1794年、後の第2代ニューカッスル＝アンダー＝ライン公爵ヘンリー・ファインズ・ペラム＝クリントン）とキャサリン・ペラム（Catharine Pelham、1727年7月24日 – 1760年7月27日、イギリス首相ヘンリー・ペラムの娘）の三男として、1755年9月13日に生まれた。1763年から1770年までイートン・カレッジで教育を受けた後、1772年6月27日にケンブリッジ大学キングス・カレッジに入学、1775年にM.A.の学位を修得した。その後、1776年から1778年までグランドツアーに出た。
1778年2月、父が大金をはたいた結果、ジョンはイースト・レットフォード選挙区で無投票当選した。ジョンは当時ウィーンに滞在しており、3月に父への感謝の手紙を書き、議会活動への意欲を示したが、結局議会で演説した記録はなかったという。
1780年より王太子ジョージの寝室侍従になった。
1781年10月に療養のためにポルトガル王国に向かい、11月10日にリスボンで死去した。兄ヘンリーとケンカして仲たがいしたが、父もその存在を知らなかった遺言状ではヘンリーの娘キャサリンに1万6千ポンドを与えたという。